# Otto von Guericke
Otto von Guericke (Magdeburgo, Alemania, 20 de noviembre de 1602 - Hamburgo, Alemania, 11 de mayo de 1686) fue un físico y jurista alemán, famoso por sus estudios sobre presión atmosférica, electrostática y física del vacío.

## Biografía
Nació en una importante familia de la ciudad de Magdeburgo. Estudió derecho en las universidades de Leipzig y Jena. Luego se dedicó a los estudios de matemática en la universidad de Leyden y en 1626 contrajo matrimonio, actuando asimismo como concejal del ayuntamiento de Magdeburgo.
Durante la Guerra de los Treinta Años, Guericke logró escapar de la ciudad con su familia antes de que fuera destruida y saqueada por tropas católicas del Sacro Imperio el 20 de mayo de 1631. Al retornar al año siguiente, fue elegido alcalde de la destruida urbe, que de 20 000 habitantes sólo alcanzaba a 5000, dedicándose a su reconstrucción. (véase también: Saqueo de Magdeburgo)
Tras retirarse del cargo de alcalde, a partir de 1646 se desempeñó como juez en la ciudad de Magdeburgo, cargo que ejerció durante treinta años. Aparte de su carrera como jurista, su pasión fue la física.
Estudió los tratados de Blaise Pascal y Evangelista Torricelli sobre la presión atmosférica. En 1654, Von Guericke hizo una espectacular demostración de la inmensa fuerza que la atmósfera podía ejercer. Mostró que, cuando dos hemisferios de cobre de 50 centímetros de diámetro perfectamente ajustados, quedaban unidos de manera que formasen una esfera y se establecía el vacío en su interior tras extraer el aire atmosférico, dos recuas de ocho caballos (en total 16 caballos) cada una no podían separarlos. Este experimento se hizo famoso en Europa con el nombre de "los hemisferios de Magdeburgo", el cual probó ante la Dieta Imperial de Ratisbona para explicar los efectos de la presión atmosférica.
En otro experimento más inmediatamente relacionado con la historia de la máquina de vapor mostró que, cuando se creaba un vacío parcial bajo un émbolo de grandes dimensiones introducido en un cilindro, la fuerza sumada de cincuenta hombres no podía evitar que la presión atmosférica llevase el émbolo al fondo del cilindro.
También incursionó en las investigaciones sobre electrostática. Observó que se producía una repulsión entre cuerpos electrizados luego de haber sido atraídos. Ideó la primera máquina electrostática y sacó chispas de un globo hecho de azufre, lo cual le llevó a especular sobre la naturaleza eléctrica de los relámpagos.
En astronomía fue uno de los primeros estudiosos en afirmar que puede predecirse el retorno de los cometas al considerar la presencia de su órbita mediante cálculos matemáticos.
En 1672 publicó su obra Experimenta nova, ut vocatur Magdeburgica, de vacuo spatio, donde describe su célebre experimento con los hemisferios de Magdeburgo. Murió en Hamburgo en 1686.

## Eponimia
- El cráter lunar Guericke lleva este nombre en su memoria.